# Josefa Toledo de Aguerri
Josefa Toledo de Aguerri o Josefa Emilia Toledo Murillo (Juigalpa, 21 d'abril de 1866 - Managua, 27 d'abril de 1962) va ser una feminista, escriptora i pedagoga reformista nicaragüenca.

## Biografia
Josefa Emilia Toledo Murillo va néixer a la ciutat de Juigalpa, departament de Chontales el 21 d'abril de 1866. Es va graduar com una de les primeres del Colegio de Señoritas, el primer col·legi laic que va acceptar dones a Nicaragua, juntament amb Carmela Noguera.
El 1900, a l'edat de 34 anys, es va casar amb l'espanyol Juan Francisco Aguerri.
Josefa va exercir com a directora general d'educació el 1924, la primera dona de Nicaragua a rebre aquest càrrec. Tanmateix hi va estar poc, ja que "era muy independiente y cuestionadora".
El 1950, se li va atorgar el reconeixement continental de "Dona de les Amèriques", convertint-se en l'única nicaragüenca mereixedora d'aquest honor (a 2021), que abans havien merescut Gabriela Mistral, Minerva Bernardino, Eleonor Roosevelt i Carrie Capman.
Va morir el 27 d'abril de 1962 amb 95 anys d'edat.

## Activitat
Considerada com una pionera en l'educació de les dones a Nicaragua, és juntament amb Angélica Balladares de Argüello una de les feministes i sufragistes més cèlebres de la Nicaragua de mitjans dels anys 1930. Anteriorment, havia donat suport a una altra activista política destacada, Concepción Palacios Herrera, perquè pogués estudiar a l’Escola Normal per a Joves Dones, de la qual Cancepción Palacios es va graduar el 1919; poc després Palacios va traslladar-se a Mèxic per assistir a la Facultat de Medicina de la Universitat Autònoma de Mèxic, d'on en va sortir graduada i convertida en la primera dona metge de la història de Nicaragua.
Va ser líder del moviment pels drets de les dones a Nicaragua i en va publicar diversos treball. Va escriuer també uns quants articles sobre aquest tema, el primer va ser a la Revista Femenina Ilustrada el 1918. El 1920 va visitar feministes als Estats Units i a Cuba, on es va reunir amb la sufragista Amelia Maiben de Ostolaza a l'Havana. El 1940 va publicar una sèrie d’assaigs anomenats Feminismo y educación.